# Manuel Tolsá

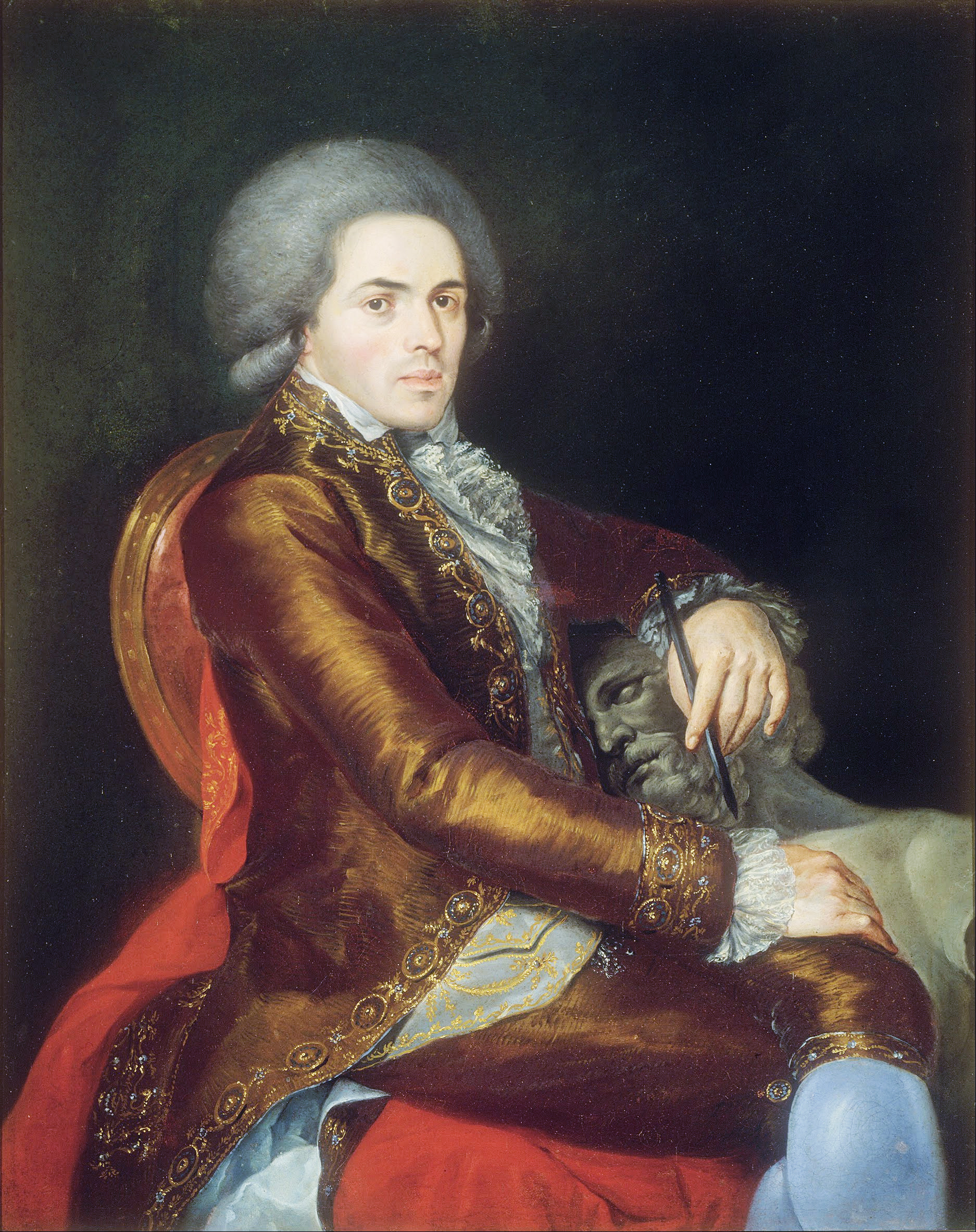
Porträtt föreställande Manuel Tolsá utfört av Rafael Ximeno y Planes.

Manuel Tolsá (född 4 maj 1757 i Enguera i Valencia, död 24. eller 25 december 1816 i Mexico City) var en spansk-mexikansk nyklassisistisk arkitekt och skulptör som var verksam i Nya Spanien, nuvarande Mexiko.
Tolsá studerade vid kungliga akademien i San Carlos i Valencia och vid kungliga akademien i San Fernando i Madrid. I Spanien tjänstgjorde han som skulptör hos kungen och var ordförande för utskottet för handel, valutor och gruvor. År 1790 utnämndes han till rektor för det nybildade Academia de San Carlos i Mexico City. Han avseglade från Cadiz i februari 1791 och i hamnen i Veracruz gifte han sig med María Luisa de Sanz Téllez Girón y Espinosa. De styrande i Mexico City gav honom i uppgift att övervaka bygget av stadens dränerings- och vattenförsörjningssystem.
Tolsá är upphovsman till en rad olika kända byggnadsverk i Mexiko, bland annat fullbordade han bygget av Mexico Citys katedral, Palacio de Minería, Palacio del Marqués del Apartado, Hospicio Cabañas och ryttarstatyn El Caballito. Plaza Manuel Tolsá, som finns mittemot Palacio de Minería utmed Calle de Tacuba i Mexico Citys historiska centrum, är uppkallad efter honom.